# 345 California Center
345 California Center, ook bekend als het California Center en het Mandarin Oriental Hotel, is een wolkenkrabber in San Francisco, Verenigde Staten. Het gebouw, dat aan 345 California Street ligt, werd in 1986 opgeleverd, voor een bedrag van $83.000.000.

## Ontwerp
345 California Center is 211,84 meter hoog en telt 12 liften. Het bevat 48 bovengrondse en 2 ondergrondse verdiepingen. Van de totale oppervlakte van 83.344 vierkante meter is 66.059 bruikbaar. Het gebouw eindigt in twee antennes, die tot een hoogte van 219,74 meter komen. Door deze twee spitsen staat het gebouw bij de lokale bevolking bekend als de "Tweezer Towers".
De parkeergarage beslaat de twee ondergrondse verdiepingen. De verdiepingen hierboven, tot en met de 4e verdieping, bevatten lobby's en ruimte voor detailhandel. Tot en met de 35ste verdieping vindt men kantoorruimte, waarboven 2 verdiepingen liggen met apparatuur. Het Mandarin Oriental Hotel beslaat de 38ste tot en met de 48ste verdieping. Het telt 151 kamers en 7 suites.